# Bobsleigh nos Jogos Olímpicos de Inverno de 1948
A disputa de bobsleigh nos Jogos Olímpicos de Inverno de 1948 consistiu de dois eventos, de duplas e equipes. A competição realizou-se entre 30 de janeiro e 7 de fevereiro de 1948 em Saint Moritz.

## Medalhistas
Masculino
| Evento           | Ouro                                                                                 | Prata                                                                               | Bronze                                                                            |
| ---------------- | ------------------------------------------------------------------------------------ | ----------------------------------------------------------------------------------- | --------------------------------------------------------------------------------- |
| Duplas detalhes  | Suíça II Felix Endrich Friedrich Waller SUI Suíça                                    | Suíça I Fritz Feierabend Paul Eberhard SUI Suíça                                    | EUA II Frederick Fortune Schuyler Carron USA Estados Unidos                       |
| Equipes detalhes | EUA II Francis Tyler Patrick Martin Edward Rimkus William D'Amico USA Estados Unidos | Bélgica I Max Houben Freddy Mansveld Louis-Georges Niels Jacques Mouvet BEL Bélgica | EUA I James Bickford Thomas Hicks Donald Dupree William Dupree USA Estados Unidos |

## Quadro de medalhas
| Ordem | País               | Medalha de ouro | Medalha de prata | Medalha de bronze |   |
| ----- | ------------------ | --------------- | ---------------- | ----------------- | - |
| 1     | SUI Suíça          | 1               | 1                |                   | 2 |
| 2     | USA Estados Unidos | 1               |                  | 2                 | 3 |
| 3     | BEL Bélgica        |                 | 1                |                   | 1 |
| TOTAL | TOTAL              | 2               | 2                | 2                 | 6 |

## Países participantes
Vinte e dois atletas competiram em ambas as provas.
Um total de 71 competidores de 9 países participaram da modalidade:
| - ARG Argentina (4) - BEL Bélgica (5) - TCH Checoslováquia (4) - USA Estados Unidos (12) - FRA França (10) | - GBR Grã-Bretanha (10) - ITA Itália (10) - NOR Noruega (8) - SUI Suíça (8) |